# オクサナ・バイウル
オクサナ・セルヒーイヴナ・バイウル（ウクライナ語:Оксана Сергіївна Баюл、ラテン翻字：Oksana Sergeyevna Baiul、1977年11月16日 - ）は、ウクライナドニプロペトロウシク生まれの女性フィギュアスケート選手で現在はプロスケーター。1994年リレハンメルオリンピック女子シングル金メダリスト。ウクライナ語読みでは「オクサーナ・セルヒーイィヴナ・バユール」が近い。

## 経歴
バイウルが3歳のときに両親が離婚、10歳の時に祖父母、13歳の時に母親が死去、孤独で貧しい少女時代を送った。バイウルの才能を見出したのはコーチのガリーナ・ズミエフスカヤで、ズミエフスカヤの娘婿のヴィクトール・ペトレンコが活動資金の援助を行なった。
1992-1993シーズンにバレエで培った表現力を武器に国内選手権で優勝、ヨーロッパフィギュアスケート選手権で2位、世界フィギュアスケート選手権では優勝を果たす。
1993-1994シーズン、ヨーロッパ選手権で2位。迎えたリレハンメルオリンピックのショートプログラム、「白鳥の湖（黒鳥）」を演じてアメリカ合衆国のナンシー・ケリガンに次ぐ2位につけた。フリースケーティング前の公式練習でドイツのタニヤ・シェフチェンコと衝突し、足を3針縫うアクシデントがあったが、痛み止めを打ちフリーに強行出場。フリーで1位を獲得し、逆転の金メダルを獲得した。オリンピックエキシビションでの「瀕死の白鳥」を最後にプロに転向、以後はアメリカに移住している。
2007年に「チャンピオンズ・オン・アイス」で初来日。
2015年にマネージャーのカルロ・ファリーナと結婚しており、一女の母親である。現在はアイスショーに出演するほか、慈善事業に参加、自身のブランド「Oksana Baiul collection」を設立している。

## 主な戦績
| 大会/年          | 1991-92 | 1992-93 | 1993-94 |
| ---------------- | ------- | ------- | ------- |
| オリンピック     |         |         | 1       |
| 世界選手権       |         | 1       |         |
| 欧州選手権       |         | 2       | 2       |
| ウクライナ選手権 |         | 1       |         |
| スケートアメリカ |         | 1       |         |
| ボフロスト杯     | 4       | 2       |         |

## プログラム
| シーズン  | SP       | FS                     | EX         |
| --------- | -------- | ---------------------- | ---------- |
| 1993-1994 | 白鳥の湖 | ミュージカル・メドレー | 瀕死の白鳥 |